# Associació estel·lar de TW de l'Hidra Femella
L'associació estel·lar TW de l'Hidra Femella és un grup d'estels molt joves situats a uns 50 parsecs de la Terra que presenten un moviment comú a través de l'espai. Amb una edat estimada entre 5 i 10 milions d'anys, formen part d'ella unes poques dotzenes d'estrelles i nanes marrons. Entre els seus membres destaquen el mateix estel TW de l'Hidra Femella, que dona nom a l'associació estel·lar, HR 4796, HD 98800 i 2M1207, nana marró que té un disc d'acreció i un acompanyant de massa planetària. A l'associació també se la denomina TWA.
A causa de la seva proximitat i edat, TWA és de gran importància per a l'estudi de diferents propietats estel·lars, tals com a discos d'acreció (vegeu estels T Tauri) i la formació de sistemes estel·lars mitjançant l'evolució dels discos protoplanetaris (vegeu Beta del Cavallet de Pintor).